# Liste der Bodendenkmäler in Kitzingen
Auf dieser Seite sind die Bodendenkmäler in der unterfränkischen Großen Kreisstadt Kitzingen zusammengestellt. Diese Tabelle ist eine Teilliste der Liste der Bodendenkmäler in Bayern. Grundlage ist die Bayerische Denkmalliste, die auf Basis des Bayerischen Denkmalschutzgesetzes vom 1. Oktober 1973 erstmals erstellt wurde und seither durch das Bayerische Landesamt für Denkmalpflege geführt wird. Die folgenden Angaben ersetzen nicht die rechtsverbindliche Auskunft der Denkmalschutzbehörde.

## Bodendenkmäler in Kitzingen
| Lage       | Objekt                                                                                      | Akten-Nr.     | Bild |
| ---------- | ------------------------------------------------------------------------------------------- | ------------- | ---- |
| (Standort) | Siedlung der frühen Latènezeit.                                                             | D-6-6226-0112 |      |
| (Standort) | Siedlung der Hallstattzeit.                                                                 | D-6-6226-0113 |      |
| (Standort) | Flachgräber vermutlich neolithischer Zeitstellung.                                          | D-6-6226-0115 |      |
| (Standort) | Siedlung der Linearbandkeramik.                                                             | D-6-6226-0116 |      |
| (Standort) | Archäologische Befunde des Mittelalters und der frühen Neuzeit                              | D-6-6226-0119 |      |
| (Standort) | Siedlung der Linearbandkeramik und der Michelsberger Kultur.                                | D-6-6226-0120 |      |
| (Standort) | Siedlung des Mittelneolithikums.                                                            | D-6-6226-0121 |      |
| (Standort) | Siedlung der Linearbandkeramik.                                                             | D-6-6226-0122 |      |
| (Standort) | Grabenwerk des Jung- bis Spätneolithikums sowie Siedlung vor- und frühgeschichtlicher Zeit  | D-6-6226-0124 |      |
| (Standort) | Brandgräber der Hallstattzeit.                                                              | D-6-6226-0125 |      |
| (Standort) | Siedlung des Mittelneolithikums.                                                            | D-6-6226-0130 |      |
| (Standort) | Siedlung der Urnenfelderzeit.                                                               | D-6-6226-0131 |      |
| (Standort) | Siedlung und verebnete Grabhügel vorgeschichtlicher Zeitstellung.                           | D-6-6226-0159 |      |
| (Standort) | Siedlung vor- und frühgeschichtlicher Zeitstellung.                                         | D-6-6226-0160 |      |
| (Standort) | Siedlung vor- und frühgeschichtlicher Zeitstellung.                                         | D-6-6226-0161 |      |
| (Standort) | Archäologische Befunde im Bereich eines mittelalterlichen Burgstalls.                       | D-6-6226-0177 |      |
| (Standort) | Archäologische Befunde des hohen und späten Mittelalters sowie der frühen Neuzeit           | D-6-6226-0178 |      |
| (Standort) | Archäologische Befunde des Mittelalters sowie der frühen Neuzeit im Bereich der Kernstadt   | D-6-6226-0215 |      |
| (Standort) | Archäologische Befunde des Mittelalters und der frühen Neuzeit                              | D-6-6226-0216 |      |
| (Standort) | Archäologische Befunde des Mittelalters und der frühen Neuzeit                              | D-6-6226-0217 |      |
| (Standort) | Archäologische Befunde des Mittelalters und der frühen Neuzeit                              | D-6-6226-0218 |      |
| (Standort) | Archäologische Befunde des hohen und späten Mittelalters                                    | D-6-6226-0220 |      |
| (Standort) | Archäologische Befunde des späten Mittelalters und der frühen Neuzeit                       | D-6-6226-0221 |      |
| (Standort) | Archäologische Befunde des Mittelalters und der frühen Neuzeit                              | D-6-6226-0225 |      |
| (Standort) | Archäologische Befunde des Mittelalters und der frühen Neuzeit im Bereich der Evang. Kirche | D-6-6226-0228 |      |
| (Standort) | Untertägige Teile der spätmittelalterlichen bis frühneuzeitlichen Evang.-Luth. Pfarrkirche  | D-6-6226-0243 |      |
| (Standort) | Viereckschanze der jüngeren Latènezeit.                                                     | D-6-6226-0244 |      |
| (Standort) | Siedlung der Hallstattzeit und der jüngeren Latènezeit.                                     | D-6-6227-0010 |      |
| (Standort) | Siedlung der Linearbandkeramik, der Urnenfelderzeit, der Hallstattzeit                      | D-6-6227-0031 |      |
| (Standort) | Gräber der Hallstattzeit sowie der frühen Urnenfelderzeit.                                  | D-6-6227-0032 |      |
| (Standort) | Brand- und Körpergräber der älteren Urnenfelderzeit und der Hallstattzeit.                  | D-6-6227-0033 |      |
| (Standort) | Gräber der Hallstattzeit und der frühen Latènezeit.                                         | D-6-6227-0034 |      |
| (Standort) | Körpergräber vorgeschichtlicher sowie mittelalterlicher Zeitstellung.                       | D-6-6227-0035 |      |
| (Standort) | Mittelalterlicher Burgstall.                                                                | D-6-6227-0037 |      |
| (Standort) | Bestattungsplatz mit Grabhügeln vorgeschichtlicher Zeitstellung.                            | D-6-6227-0043 |      |
| (Standort) | Bestattungsplatz mit Grabhügeln vorgeschichtlicher Zeitstellung.                            | D-6-6227-0044 |      |
| (Standort) | Bestattungsplatz mit verebnetem vorgeschichtlichen Grabhügel.                               | D-6-6227-0045 |      |
| (Standort) | Bestattungsplatz mit verebnetem vorgeschichtlichen Grabhügel.                               | D-6-6227-0046 |      |
| (Standort) | Bestattungsplatz mit verebneten Grabhügeln vorgeschichtlicher Zeitstellung.                 | D-6-6227-0099 |      |
| (Standort) | Bestattungsplatz mit verebneten Grabhügeln vorgeschichtlicher Zeitstellung.                 | D-6-6227-0100 |      |
| (Standort) | Archäologische Befunde des späten Mittelalters und der frühen Neuzeit                       | D-6-6227-0130 |      |
| (Standort) | Archäologische Befunde des Mittelalters und der frühen Neuzeit                              | D-6-6227-0135 |      |
| (Standort) | Archäologische Befunde des Mittelalters und der frühen Neuzeit                              | D-6-6227-0136 |      |
| (Standort) | Archäologische Befunde der frühen Neuzeit im Bereich der frühneuzeitlichen Kath. Kirche     | D-6-6227-0137 |      |
| (Standort) | Archäologische Befunde der frühen Neuzeit im Bereich der ehem. Evang.-Luth. Kirche          | D-6-6227-0138 |      |
| (Standort) | Archäologische Befunde des Mittelalters und der frühen Neuzeit im Bereich der Kath. Kirche  | D-6-6227-0140 |      |
| (Standort) | Archäologische Befunde des Mittelalters und der frühen Neuzeit im Bereich der Evang. Kirche | D-6-6227-0143 |      |
| (Standort) | Siedlung der Linearbandkeramik.                                                             | D-6-6227-0184 |      |
| (Standort) | Siedlung vor- und frühgeschichtlicher Zeitstellung.                                         | D-6-6227-0189 |      |